# Sur-vie
Sur-vie est une série télévisée québécoise en six épisodes de 44 minutes diffusée du 6 avril au 11 mai 2017 à Séries+,.

## Synopsis
Les coulisses de la production d'une émission de téléréalité qui consiste à mettre en concurrence douze participants dont le but est de séduire deux célébrités en couple.

## Fiche technique
- Réalisation : Yves Christian Fournier
- Scénario : Martine D'Anjou
- Montage : Yvann Thibaudeau et Mirenda Ouellet
- Musique : Kim Gaboury et Michel Cusson
- Producteurs : Fabienne Larouche et Michel Trudeau
- Société de production : Aetios Productions

## Distribution
- Mariloup Wolfe : Frédérique Boileau
- Luc Picard : Charles Grisé
- Sébastien Huberdeau : Maxime Richer
- Carole Laure : Manon Boileau
- Monia Chokri : Véronique Dufaux
- Anne-Marie Cadieux : Danielle Desnoyers
- Pamela Anderson : Raquel Rose
- Robin-Joël Cool : John Ouimet
- Catherine St-Laurent : Mégane Jetté
- Mylène St-Sauveur : Léa Valle
- Alexandre Landry : Steve Bastarache
- Naomi Frenette : Juliette Grisé
- Karl Walcott : Tonci Kita
- Mustapha Aramis : Laurent Amara
- David Beaudoin : Justin Trudel
- Carla Turcotte : Sarah Martel
- Pier Paquette : Pierre Cauhon
- Katrine Duhaime : Karine
- Élyse Aussant : Julie
- Robert Lalonde : Détective Jack
- Martin-David Peters : Harold Vaillancourt
- Samuel Côté : Mathieu
- Alyssa Labelle : Chanel
- Schelby Jean-Baptiste : Stéphanie
- Véronique Beaudoin : Assistante à la réalisation
- Catherine Beauchamp : Animatrice
- Sharon Ibgui : Cantinière
- David Gow : Producteur L.A.
- Dany Boudreault : Journaliste
- Florence Blain Mbaye : Journaliste
- Geneviève Beaudet : Journaliste
- Martin Perreault : Journaliste
- Maxime Paradis : Réalisateur porno
- Christian Jadah : Agent de sécurité athlétique
- Loïc David : Technicien
- Maxime Dumontier : Caméraman
- Müller Hammadi : Technicien tiroir pistolet
- Mathieu Blanchard : Caméraman

## Accueil
Bien que les deux premiers épisodes aient été appréciés par la presse,,, les téléspectateurs n'ont pas aimé la série à sa conclusion.